# 노출 관용도
노출 관용도(Exposure latitude)는 감광성 재료가 노출 (사진술)되어(노출 과다 또는 노출 부족) 허용 가능한 결과를 얻을 수 있는 정도이다. 이 측정은 디지털 및 아날로그 프로세스(예: 광학 마이크로리소그래피 또는 사진술)에 사용된다.

## 응용
광학 마이크로리소그래피의 경우 이 값은 방사선에 대한 포토레지스트의 반응을 통계적으로 설명하고 포토리소그래피 프로세스가 다양할 수 있는 프로세스 창을 정의한다(예: 조명의 공간적 불균일성을 얼마나 잘 보상하는지). 예술적 사례인 사진의 경우, 노출 관용도의 측정은 정의상 개인적인 미학과 예술적 의도에 따라 다소 주관적이다. 그러나 미디어 간의 상대적인 차이는 일반적으로 동의가 이루어지는 부분이다. 리버설 필름은 관용도가 거의 없는 경향이 있는 반면 컬러 네거티브 필름은 관용도가 훨씬 더 높다. 디지털 센서는 다양하다.
이것은 동적 범위, 즉 매체가 동시에 포착할 수 있는 빛 강도의 범위와 구별된다. 다이내믹 레인지가 더 큰 기록 매체를 사용하면 사진의 어두운 부분과 밝은 부분을 더 자세히 기록할 수 있다. 위도는 동적 범위에 따라 달라진다. 매체에 사용할 수 있는 전체 밝기 범위보다 낮은 밝기를 사용하여 동일한 장면을 기록할 수 있는 경우 그림자나 하이라이트의 정보를 잃지 않고 범위에 따라 노출을 이동할 수 있다. 노출 관용도가 높을수록 품질을 유지하면서 노출 오류를 보상할 수 있다.
방사선 촬영에서 노출 관용도와 동적 범위는 동일하다. 해석을 위해 방사선 필름에 유용한 밀도로 기록될 수 있는 노출 범위이다. 필름 스크린 방사선 촬영에서 노출 관용도 범위는 10:1에서 100:1이다. 디지털 흉부 방사선 촬영에서는 노출 관용도가 100:1을 초과할 수 있다. 컴퓨터 방사선 촬영에서 노출 관용도는 10,000:1에 도달할 수 있다. 높은 X선 빔 에너지는 노출 관용도를 증가시킨다. 흉부 방사선 촬영에서와 같이 높은 내재적 피사체 대비를 위해서는 종격동의 다양한 조직과 폐의 병변을 구별하기 위해 넓은 관용도가 필요하다. 유방 조영술에서와 같이 본질적인 피사체 대비가 낮으면 서로 다른 유방 조직이나 그 안에 있는 병변 사이의 대비를 높이기 위해 좁은 관용도가 필요하다.

## 같이 보기
- 명암비